# Alexei Olegowitsch Kowjasin
Alexei Olegowitsch Kowjasin (russisch Алексей Олегович Ковязин, wiss. Transliteration Aleksej Olegovič Kovjazin; * 17. Januar 1970) ist ein russischer Biathlet, der sich auf die Crosslauf-Sommerbiathlonwettkämpfe spezialisiert hat.
Alexei Kowjasin begann als Zwölfjähriger mit dem Biathlonsport. Er besuchte die Schule der olympischen Reserve in Swerdlowsk, danach studierte er an der Staatlichen Akademie für Geologie und Bergbau. Zu Zeiten der Sowjetunion bestritt Kowjasin Wettbewerbe auf Skiern und war sowjetischer Meister, erst später wandte er sich dem Sommerbiathlon zu. Er nahm erstmals im Rahmen der Sommerbiathlon-Weltmeisterschaften 2000 in Chanty-Mansijsk an einem internationalen Großereignis teil. Als Viertplatzierter im Sprint verpasste er knapp eine erste Medaille, die er dann als Drittplatzierter hinter Dmitri Nikiforow und Indrek Tobreluts im Verfolgungsrennen gewann. Im Staffelrennen gewann er an der Seite von Andrei Prokunin, Nikiforow und Sergei Proswirnin die Goldmedaille. Drei Jahre später in Forni Avoltri gewann der Russe hinter Oleksandr Bilanenko die Silbermedaille im Sprint, in der Verfolgung konnte er sich auf den ersten Rang verbessern und damit seinen ersten Einzeltitel gewinnen. Im Staffelrennen wurde Kowjasin mit Oleg Rudenko, Alexei Tscheparjow und Timur Nurmejew hinter der Staffel der Ukraine Zweiter. Ohne Medaille blieb er bei den Welttitelkämpfen 2006 in Ufa, im Sprint wurde Kowjasin Sechster, im Verfolgungsrennen Fünfter. Im selben Jahr konnte er bei den Sommerbiathlon-Europameisterschaften 2006 in Cēsis alle drei möglichen Titel im Sprint, im Massenstart und gemeinsam mit Jewgenija Michailowa, Nadeschda Starik und Anatoli Karpow den Mixed-Staffelwettbewerb. 2007 gewann er in Tyssowez erneut den Titel im Massenstartwettbewerb und war zudem Mitglied in der russischen Staffel, die als bislang einzige nicht den Titel bei der EM holen konnte, sondern hinter der Ukraine auf den zweiten Rang lief. Kowjasin lebt in der geschlossenen Stadt Nowouralsk, ist verheiratet und seit 2002 Vater einer Tochter.